# Denis Vengryjanovski
 (septembre 2022).
Denis Igorevitch Vengryjanovski - en russe : Денис Игоревич Венгрыжановский et en anglais : Denis Vengryzhanovsky - (né le 25 mai 2001 à Gremiatchevo dans l'Oblast de Nijni Novgorod en Russie) est un joueur professionnel russe de hockey sur glace. Il évolue au poste d'attaquant.

## Biographie
Formé à Koulebaki, il rejoint en 2012 les équipes de jeunes du Torpedo Nijni Novgorod. Il commence sa carrière junior dans la MHL lors de la saison 2018-2019 avec la Tchaïka, équipe junior du Torpedo Nijni Novgorod. En 2019-2020, il joue ses premiers matchs en senior avec l'équipe réserve du Torpedo, pensionnaire de la VHL. Il joue son premier match avec le Torpedo dans la KHL le 24 septembre 2020 face à l'Amour Khabarovsk. Il inscrit ses premiers points, deux buts face au HK CSKA Moscou le 21 octobre 2020. Le 4 juin 2023, il signe à l'Avangard Omsk. Le 8 mai 2024, il est échangé au HK Sotchi.

## Statistiques
| Saison    | Équipe                       | Ligue |                   | Saison régulière  | Saison régulière  | Saison régulière  | Saison régulière  | Saison régulière |   | Séries éliminatoires | Séries éliminatoires | Séries éliminatoires | Séries éliminatoires | Séries éliminatoires |
| Saison    | Équipe                       | Ligue | PJ                | B                 | A                 | Pts               | Pun               | PJ               | B | A                    | Pts                  | Pun                  |                      |                      |
| 2018-2019 | Tchaïka Nijni Novgorod       | MHL   | 53                | 4                 | 9                 | 13                | 16                | -                | - | -                    | -                    | -                    |                      |                      |
| 2019-2020 | Torpedo-Gorki Nijni Novgorod | VHL   | 37                | 2                 | 3                 | 5                 | 10                | -                | - | -                    | -                    | -                    |                      |                      |
| 2019-2020 | Tchaïka Nijni Novgorod       | MHL   | 22                | 7                 | 13                | 20                | 30                | -                | - | -                    | -                    | -                    |                      |                      |
| 2020-2021 | Torpedo Nijni Novgorod       | KHL   | 6                 | 2                 | 0                 | 2                 | 0                 | -                | - | -                    | -                    | -                    |                      |                      |
| 2020-2021 | Tchaïka Nijni Novgorod       | MHL   | 34                | 9                 | 14                | 23                | 24                | 8                | 0 | 2                    | 2                    | 4                    |                      |                      |
| 2021-2022 | Torpedo Nijni Novgorod       | KHL   | 3                 | 0                 | 0                 | 0                 | 0                 | -                | - | -                    | -                    | -                    |                      |                      |
| 2021-2022 | AKM Toula                    | VHL   | 25                | 2                 | 6                 | 8                 | 6                 | -                | - | -                    | -                    | -                    |                      |                      |
| 2022-2023 | Torpedo Nijni Novgorod       | KHL   | 36                | 2                 | 7                 | 9                 | 14                | -                | - | -                    | -                    | -                    |                      |                      |
| 2022-2023 | Dizel Penza                  | VHL   | 12                | 1                 | 1                 | 2                 | 4                 | 2                | 0 | 0                    | 0                    | 0                    |                      |                      |
| 2023-2024 | Avangard Omsk                | KHL   | 47                | 4                 | 4                 | 8                 | 12                | 1                | 0 | 0                    | 0                    | 0                    |                      |                      |
| 2023-2024 | Omskie Krylia                | VHL   | 11                | 5                 | 3                 | 8                 | 13                | -                | - | -                    | -                    | -                    |                      |                      |
| 2024-2025 | HK Sotchi                    | KHL   | Saison en cours ? | Saison en cours ? | Saison en cours ? | Saison en cours ? | Saison en cours ? |                  |   |                      |                      |                      |                      |                      |